# Arie Klaase
Adrianus (Arie) Klaase (Heemstede, 23 september 1903 – aldaar, 20 november 1983) was een Nederlandse atleet, die gespecialiseerd was in de middellange en de lange afstand. Hij werd tweemaal Nederlands kampioen op de 10.000 m en verbeterde het Nederlandse record op de 3000 m, 5000 m en de 10.000 m. Hij nam eenmaal deel aan de Olympische Spelen, maar won hierbij geen medailles.

## Biografie
Klaase, die was aangesloten bij AV Haarlem, boekte zijn eerste grote succes in 1925. Toen schreef hij het Nederlandse kampioenschap op de 10.000 m op zijn naam. In datzelfde jaar verbeterde hij eveneens het Nederlands record op deze afstand tot 34.25,3. Het jaar erop verbeterde hij het Nederlands record op de 3000 m tot 9.17,6 en in 1927 won hij voor de tweede en laatste maal de Nederlandse titel op de 10.000 m.
In 1928 maakte Arie Klaase deel uit van de grote Nederlandse afvaardiging naar de Olympische Spelen in Amsterdam. Daar kwam hij uit op de 5000 m en sneuvelde hierbij in de derde serie met een zesde tijd. Ook de andere Nederlanders Nol Wolf en Pieter Gerbrands, wisten zich op dit onderdeel niet voor de finale te plaatsen. Regerend Nederlands kampioen Jan Zeegers nam eveneens deel aan deze Olympische Spelen, maar gaf alleen acte de présence op de 1500 m. Een jaar na de Spelen verbeterde Klaase het Nederlands record op de 5000 m, dat met 9.51,7 in handen was van Jan Zeegers, tot 15.47,2. Dit record werd een week later alweer door Nico Baars Steineman verbroken tot 15.29,0.
Klaase was van beroep grondwerker en hovenier. Vanaf 1930 was hij ook trainer van AV Haarlem. Voor zijn inzet als trainer kreeg hij in 1938 de Paulen-beker uitgereikt. Hij overleed op 80-jarige leeftijd in zijn geboorteplaats Heemstede.

## Nederlandse kampioenschappen
| Onderdeel | Jaar       |
| --------- | ---------- |
| 10.000 m  | 1925, 1927 |
| veldlopen | 1926       |

## Records

### Persoonlijke records
| Onderdeel   | Prestatie | Jaar         |
| ----------- | --------- | ------------ |
| 1000 m      | 2.55      | 1930         |
| 1500 m      | 4.16,6    | 1929         |
| 3000 m      | 9.11,3    | 1929         |
| 3 Eng. mijl | 15.51,5   | 1925         |
| 5000 m      | 15.40,4   | 1928         |
| 10.000 m    | 34.25,3   | 1925 (ex-NR) |

### Nederlandse records
| Onderdeel | Prestatie | Datum            | Plaats    |
| --------- | --------- | ---------------- | --------- |
| 3000 m    | 9.17,2    | 15 augustus 1926 | Arnhem    |
| 5000 m    | 15.47,2   | 7 juli 1929      | Rotterdam |
| 10.000 m  | 34.25,3   | 12 juli 1925     | Utrecht   |

## Palmares

### 10.000 m
- 1925:  NK - 34.25,3 (NR)
- 1927:  NK - 34.49,6

### veldlopen
- 1926:  NK - 41.19,2